# Wurmseegurken
Wurmseegurken (Synaptidae) sind wurmformig langgestreckte Vertreter der Seegurken (Holothuroidea). Als Angehöriger der Ordnung der Apodida (Fußlose Seegurken) haben sie keine Saugfüßchen. Sie bewegen sich durch Kontraktion ihres weichen Körpers. Ihre Haut haftet am Untergrund, weil winzige, meist ankerförmige Kalknadeln aus dem Körper ragen. Die verschiedenen Arten sind nur von Spezialisten zu unterscheiden.
Wurmseegurken ernähren sich von organischem Detritus, das die für Stachelhäuter sehr aktiven Tiere mit ihrem Tentakelkranz um die Maulöffnung vom Boden auftupfen.
Die kleine Gattung Synaptula wird nur wenige Zentimeter lang. Die Tiere leben als Kommensalen auf Schwämmen, Gorgonien, Algen und Seegras. Sie fressen organische Partikel auf der Oberfläche des Wirtes und Ausscheidungen.
Mit einer maximalen Länge von 2,50 Meter ist die Gefleckte Wurmseegurke (Synapta maculata) die größte Art. Dabei hat sie nur einen Durchmesser von fünf Zentimeter. Ihr Körper ist so instabil, dass sie zerreißen kann, wenn sie aus dem Wasser gehoben wird.